# Syjonizm socjalistyczny
Syjonizm socjalistyczny (hebr. ציונות סוציאליסטית, tsionut sotsialistit), inaczej syjonizm pracy – główny nurt lewego skrzydła ruchu syjonistycznego. Przez wiele lat był główną tendencją w całym ruchu, jako ideologia dominująca w wielu organizacjach syjonistycznych. W przeciwieństwie do tzw. „syjonizmu politycznego”, stworzonego przez Theodora Herzla i popieranego przez Chaima Weizmana, syjonizm socjalistyczny odrzucał twierdzenie, iż państwo żydowskie może powstać w wyniku nakłonienia do jego powołania społeczności międzynarodowej lub mocarstwa takiego jak Wielka Brytania, Niemcy czy Imperium Osmańskie. Nurt ten postulował stworzenie państwa poprzez konstrukcję postępowego żydowskiego społeczeństwa żyjącego w wiejskich kibucach i moszawach, w którym znaczną rolę odgrywałby także miejski proletariat.
Syjonizm socjalistyczny (pracy) zyskiwał na popularności i w latach 30. XX wieku miał już więcej zwolenników niż „syjonizm polityczny”. Nurt ten zdominował wiele instytucji przedpaństwowej żydowskiej społeczności w Palestynie (jiszuw), zwłaszcza federację związków zawodowych Histadrut. Również Hagana – największa organizacja paramilitarna w Mandacie Palestyny była związana z syjonizmem socjalistycznym. Zwolennicy tej ideologii odegrali wiodącą rolę w wojnie arabsko-izraelskiej w 1948 roku, a później przez dekady zajmowali najbardziej eksponowane stanowiska w izraelskim wojsku.
Głównymi teoretykami syjonizmu robotniczego byli: Moses Hess, Nachman Syrkin, Dow Ber Borochow i Aharon Dawid Gordon, jak również Dawid Ben Gurion oraz Berl Katznelson.

## Ideologia
Moses Hess wydał w 1862 roku pracę „Rzym i Jerozolima”, w której oceniał możliwości osiedlenia się Żydów w Palestynie jako środek rozstrzygnięcia kwestii narodowej. Hess zaproponował budowę państwa socjalistycznego, które stopniowo przekształci społeczność żydowską w prawdziwy naród pozbawiony klas społecznych, charakterystycznych dla społeczeństw europejskich. Myśl rozpoczętą w pracach Mojżesza Hessa kontynuował Dow Ber Borochow, który uważał ówczesna strukturę społeczną narodu żydowskiego za „odwróconą piramidę” do zmian której może dojść jedynie w ich ojczyźnie. Innym myślicielem syjonistycznym był Aharon Dawid Gordon, który pod wpływem europejskiego romantycznego nacjonalizmu, zaproponował tworzenie towarzystw żydowskich chłopów. Zarówno Borochow jak i Gordon mieli duży wpływ na utworzenie kibucu Deganja Alef w 1909 roku, na południowym brzegu Jeziora Tyberiadzkiego. Na jego wzór, z inicjatywy przedstawicieli żydowskiego ruchu robotniczego powstało kilka innych podobnych kibuców. Jednym z pierwszych działaczy socjalizmu syjonistycznego na terenie Palestyny był Josef Trumpeldor. Trumpeldor zginął w trakcie obrony żydowskich osiedli w Tel Chaj i Górnej Galileli przed oddziałami arabskimi, przez co stał się ikoną lewicowych syjonistów jak i żydowskim bohaterem narodowym. Albert Einstein był zagorzałym zwolennikiem zarówno socjalizmu syjonistycznego jak i współpracy żydowsko-arabskiej.
Zdaniem krytyków, już w 1920 roku główny nurt ruch robotniczego lekceważył swoje socjalistyczne korzenie i koncentrował się na budowaniu narodu izraelskiego. Po wojnie sześciodniowej w 1967 roku kilku czołowych syjonistów socjalistycznych założyło „Ruch na rzecz Wielkiego Izraela” wzywając przy tym do utrzymania obszarów zdobytych w czasie wojny. Z lewicowym nurtem narodowym związani byli między innymi Icchak Cukierman, Cywia Lubetkin, Samuel Agnon, Isser Harel i Awraham Joffe. W 1969 izraelska lewica narodowa wystartowała do Knesetu jako „Lista dla Ziemi Izraela”, ale nie udało się jej przekroczyć progu wyborczego. Przed wyborami w 1973 ugrupowanie to dołączyło do Likudu i zdobyło 39 mandatów. Inni socjaliści pracy tego okresu, głównie ci skupieni w Izraelskiej Partii Pracy opowiadali się za poprawą stosunków z Arabami, kosztem utraty terenów zdobytych w czasie wojny sześciodniowej. Podpisanie porozumień w Oslo w 1993 roku, stało się centralnym punktem polityki zagranicznej Partii Pracy pod przywództwem premiera Icchaka Rabina i ministra spraw zagranicznych Szimona Peresa. Partia Pracy w Izraelu stopniowo przyjęła ścieżkę polityczną zbliżoną od innych partii socjaldemokratycznych (między innymi brytyjskiej Partii Pracy). Choć pod kierownictwem Amira Pereca zauważalny jest skręt partii w lewą stronę sceny politycznej.

## Partie polityczne
Dwie pierwsze partie socjalsyjonistyczne zostały założone w Palestynie, przez imigrantów żydowskich podczas drugiej alii (1904-1913), pierwszą z nich była pacyfistyczna i antymilitarystyczna Hapoel Ha-Cair (Młody Robotnik), drugą była natomiast marksistowska Poalej Syjon, która dzieliła się na lewe i prawe skrzydło. W 1919 prawe skrzydło partii założyło ugrupowanie pod nazwą Achdut ha-Awoda. W 1930 Achdut ha-Awoda i Hapoel Ha-Cair połączyły się w partię Mapai. Po rozłamie w Mapai Poalej Syjon-Lewica w 1948 połączyła się z rozłamowcami tworząc Mapam. Do lat 70. centrolewicowe Izraelska Partia Pracy i Mapai dominowały na scenie politycznej niepodległego Izraela. Jednak w 1992 roku osłabiona Mapai połączyła się z mniejszymi socjaldemokratycznymi ugrupowaniami tworząc Merec.

Rozwój żydowskich partii lewicowych przed 1948 rokiem